# Neualm
Neualm ist eine Ortschaft, die Katastralgemeinde Oberalm II und ein Stadtteil von Hallein mit 3653 Einwohnern (Stand 1. Jänner 2024) im Bezirk Hallein im Salzburger Land in Österreich.

## Geografie
Neualm liegt nördlich der Mündung des Almbaches in die Salzach. Die Salzach bildet die westliche Grenze von Neualm.

### Nachbarstadtteile
| Au      |         |       |
|         | Kompass |       |
| Hallein |         | Gries |

## Geschichte und Infrastruktur

### Eingemeindung
Neualm war bis 1938 Teil der Gemeinde Oberalm, die mit dem Anschluss Österreichs an Nazideutschland der Stadt Hallein zwangseingemeindet wurde. Per 11. Juni 1952 mit dem Gesetz über die Wiedererrichtung einer Marktgemeinde Oberalm wurde Oberalm wieder eigenständig, Neualm verblieb aber bei der Stadt Hallein.

### Bildung
In Neualm befinden sich die Volksschule Hallein Neualm, die NMS Hallein Neualm und die BHAK/BHAS Hallein.

### Solvay-Halvic-Straße
Im Augelände rechts der Salzach befanden sich bis Mitte der 1990er Jahre die namensgebenden Chemiefirmen Solvay und Halvic, die nach der Schließung der Saline Hallein ebenfalls den Betrieb einstellten. Von 1999 bis 2014 war am selben Gelände die MDF-Hallein GmbH & Co KG tätig, die sich mit der Erzeugung auf Holz basierender Verbundstoffe befasste. Heute sind mehrere Gewerbebetriebe angesiedelt, unter anderem eine Holzbaufirma und ein Metallhandel. Verhandlungen über eine Ansiedlung einer Baurestmassen-Recyclinganlage und einer Produktion für Fertigbauteile aus Massivholz sind im Gange.

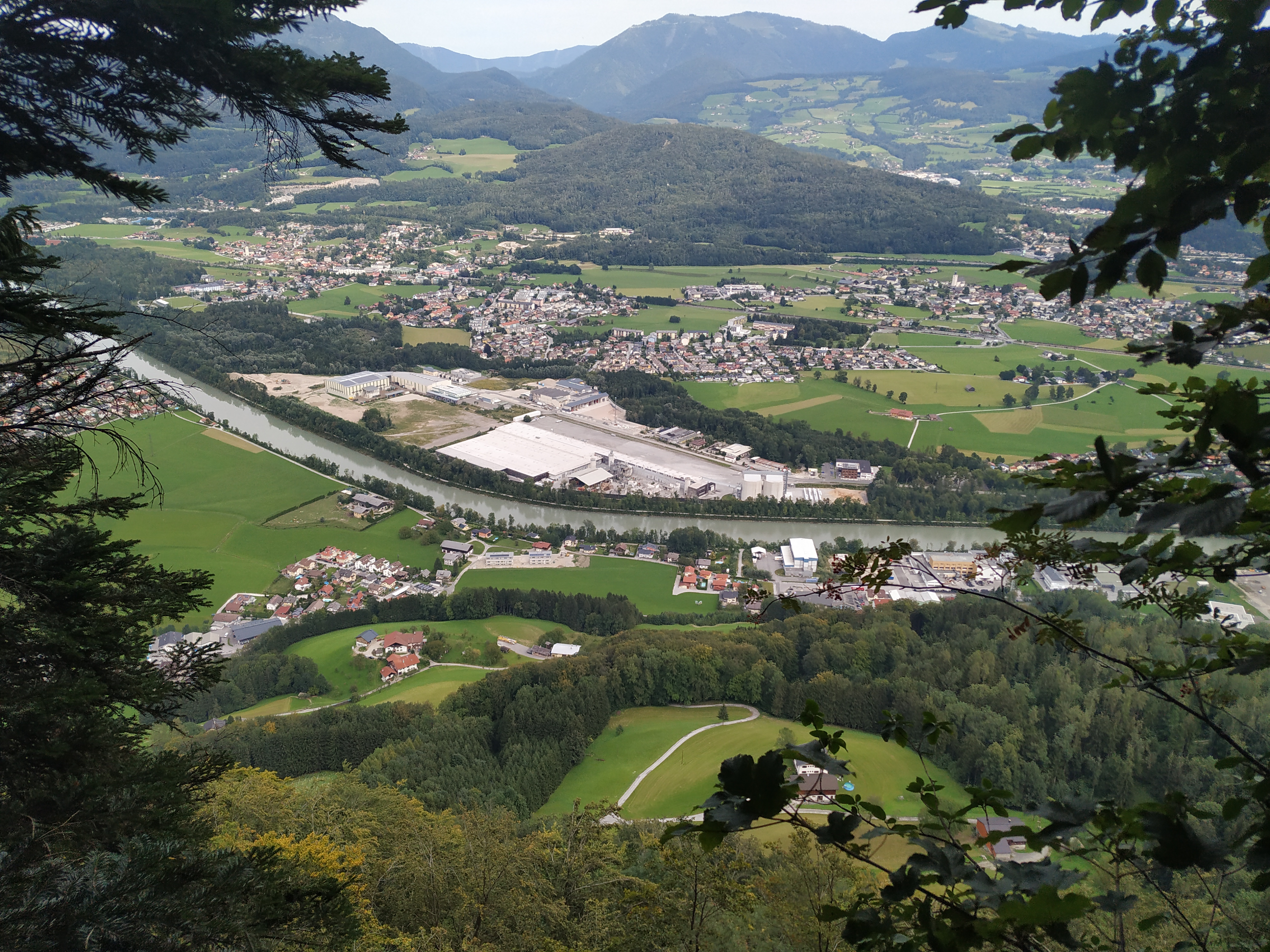
Blick vom Götschen, in der Bildmitte das Firmengelände in der Solvay-Halvic-Straße

### Wasserkraftwerk Sohlstufe Hallein
Anfang der 1980er Jahre startete die SAFE (heutige Salzburg AG) die Planungen, die Sohlstufe der Salzach zu einem Kraftwerk umzubauen. Die Inbetriebnahme erfolgte 1987. Um die erforderliche Wassergüte im Rückstauraum sowie eine deutliche Verbesserung der Wasserqualität im Stadtgebiet zu erzielen, wurde ein Abwasserkanal des Zellstoffwerkes bis in das Unterwasser des Turbinenauslaufes gebaut. Zur Verbesserung des Hochwasserschutzes wurden 2009 bis 2012 die mittleren Wehrfelder abgesenkt und die Klappen durch Segmente ersetzt. Auch wurde ein Fischtreppe errichtet.

### Öffentlicher Verkehr
Die Linie 42 bedient einige Haltestellen in der Ortschaft.

## Kultur und Sehenswürdigkeiten
- Katholische Pfarrkirche Hallein-Neualm hl. Josef der Arbeiter